# Apparat critique
Pour les articles homonymes, voir Apparat.
« Édition critique » redirige ici. Pour l’article homophone, voir Éditions Critic.
L’apparat critique (souvent confondu avec l'appareil critique) est, dans une édition scientifique d'un texte ancien (c'est-à-dire antérieur à l'imprimerie et dont l'original n'est disponible que sur manuscrits), l'ensemble des notes fournies par l'auteur de l'édition (à ne pas confondre avec l'éditeur de l'ouvrage) pour justifier les choix opérés entre les « leçons », ou versions, des divers manuscrits ou éditions anciennes qui ont été comparés pour établir le texte de l’édition, dite critique si elle fournit ces informations,.9

## Description
Les notes philologiques, qui figurent en petits caractères au pied de la page de texte, mentionnent généralement, sous forme très abrégée :
- une double barre verticale séparant les entrées, parfois suivie du numéro de ligne dans le texte. Par exemple || 8 ;
- les leçons (choix de lecture et d'interprétation des caractères manuscrits) proposées par d'autres philologues ou provenant de manuscrits nouvellement découverts - voire de lexiques anciens. Par exemple : d 8 te : me W || e 7 ego : egô BT ; cela signifie : à la section d ligne 8 cette édition scientifique lit "te" alors que le manuscrit W lit "me", et, à la section e ligne 7, elle lit "ego" alors que le manuscrit BT lit "egô" ;
- les variantes textuelles (différences entre manuscrits) rejetées, avec la lettre ou la cote repérant le manuscrit d'où provient chaque variante (voir stemma codicum). Par exemple : Platon, Le sophiste, 216a3, A. Diès : hetairon, N. Cordero : héteron, sources : manuscrits Y, Vaticanus 1030, Parisinus 1814 ;
- des précisions de type paléographique (indication d'une abréviation dans le manuscrit, mentions comme superscr. pour écrit au-dessus). Par exemple, en abréviation, ihs xps rend Iesus Christos (« Jésus-Christ ») ;
- des références à d'autres leçons comparables. Par exemple : δήπου Heindorf, p. 341.

L'apparat critique négatif ne mentionne que les différences entre versions, tandis que l'apparat critique positif relève aussi les versions communes.

## Historique
À partir de la Renaissance, diverses solutions sont adoptées pour mettre en parallèle différentes versions des Écritures sur une même page. L'édition du Psautier par Lefèvre d'Étaples en 1509 est d'une importance capitale. La première édition critique du Nouveau Testament, fondée sur les textes grecs, date de 1516 et a pour auteur Érasme. La première édition imprimée du Nouveau Testament, avec apparat critique (elle cite les différentes leçons des manuscrits), fut publiée à Paris, en 1550, par Robert Estienne.
Depuis les années 2000, on voit naître sur l'Internet des éditions critiques numérisées qui ont plusieurs avantages, dont la possibilité de collationner un énorme volume de données et la qualité d'être modifiables à tout moment. Il existe ainsi des éditions critiques numérisées de la Bible, ainsi que des œuvres de Shakespeare, Molière, Balzac, Nietzsche, Pascal, etc. Depuis 2006, l'École nationale des chartes met en ligne une édition critique de sources historiques.

## Liens